# Paepalanthus chaseae
Paepalanthus chaseae är en gräsväxtart som beskrevs av Harold Norman Moldenke. Paepalanthus chaseae ingår i släktet Paepalanthus och familjen Eriocaulaceae. Inga underarter finns listade i Catalogue of Life.